# Barbula funalis
Barbula funalis är en bladmossart som beskrevs av Hugh Neville Dixon och Badhwar 1938. Barbula funalis ingår i släktet neonmossor, och familjen Pottiaceae. Inga underarter finns listade i Catalogue of Life.